# Jorge Villazán
Jorge Villazán, vollständiger Name Jorge Villazán Guillen, (* 5. Oktober 1962 in Durazno, Uruguay) ist ein ehemaliger uruguayischer Fußballspieler.

## Karriere

### Vereine
Offensivakteur Villazán gehörte zu Beginn seiner Karriere von 1980 bis 1984 der Mannschaft Nacional Montevideos an. In den Jahren 1980 und 1983 wurden die „Bolsos“ genannten Montevideaner Uruguayischer Meister. Zudem siegte sein Klub 1980 sowohl im Wettbewerb um die Copa Libertadores als auch um den Weltpokal. 1985/86 wird ein Engagement bei River Plate für ihn geführt. Von dort wechselte er 1986 zu Gimnasia y Esgrima La Plata. Beim argentinischen Klub absolvierte er 30 Spiele und schoss vier Tore. 1987 kehrte er zu River Plate zurück und trug im August 1987 mit einem Tor gegen LD Alajuelense im Finalrückspiel um die Copa Interamericana 1987 zum Titelgewinn bei. Beim Verein aus Buenos Aires verblieb er bis 1989. Von 1989 bis 1990 war er für den Club Atlético Platense aktiv, für den er bei 27 Ligaeinsätzen zweimal ins gegnerische Tor traf. 1990 stand er in Reihen der Montevideo Wanderers. Im Folgejahr war der Club Atlético Progreso sein Arbeitgeber. 1992 spielte er für den peruanischen Klub Alianza Lima. Als letzte Karrierestation wird 1993 Deportivo Maldonado geführt.

### Nationalmannschaft
Villazán gehörte er der uruguayischen Junioren-Nationalmannschaft an, die bei der WM 1981 das Viertelfinale erreichte. Dort kam er zweimal zum Einsatz und erzielte einen Treffer. Er wurde 1981 mit der uruguayischen U-20-Auswahl auch Südamerikameister an der Seite von Spielern wie José Batista, Santiago Ostolaza, Jorge da Silva und Enzo Francescoli. Im Verlaufe des Turniers wurde er von Trainer Aníbal Gutiérrez Ponce siebenmal (zwei Tore) eingesetzt.
Villazán debütierte am 2. Juni 1983 in der uruguayischen A-Nationalmannschaft. Insgesamt absolvierte er fünf Länderspiele. Ein Tor schoss er dabei nicht. Sein letzter Länderspieleinsatz in der „Celeste“ datiert vom 11. September 1983. Er nahm mit Uruguay an der Copa América 1983 teil und gewann den Kontinentalmeistertitel.

### Erfolge
- U-20-Südamerikameister: 1981
- Copa América: 1983
- Uruguayischer Meister: 1980, 1983
- Copa Interamericana: 1987